# Joseph Fieschi

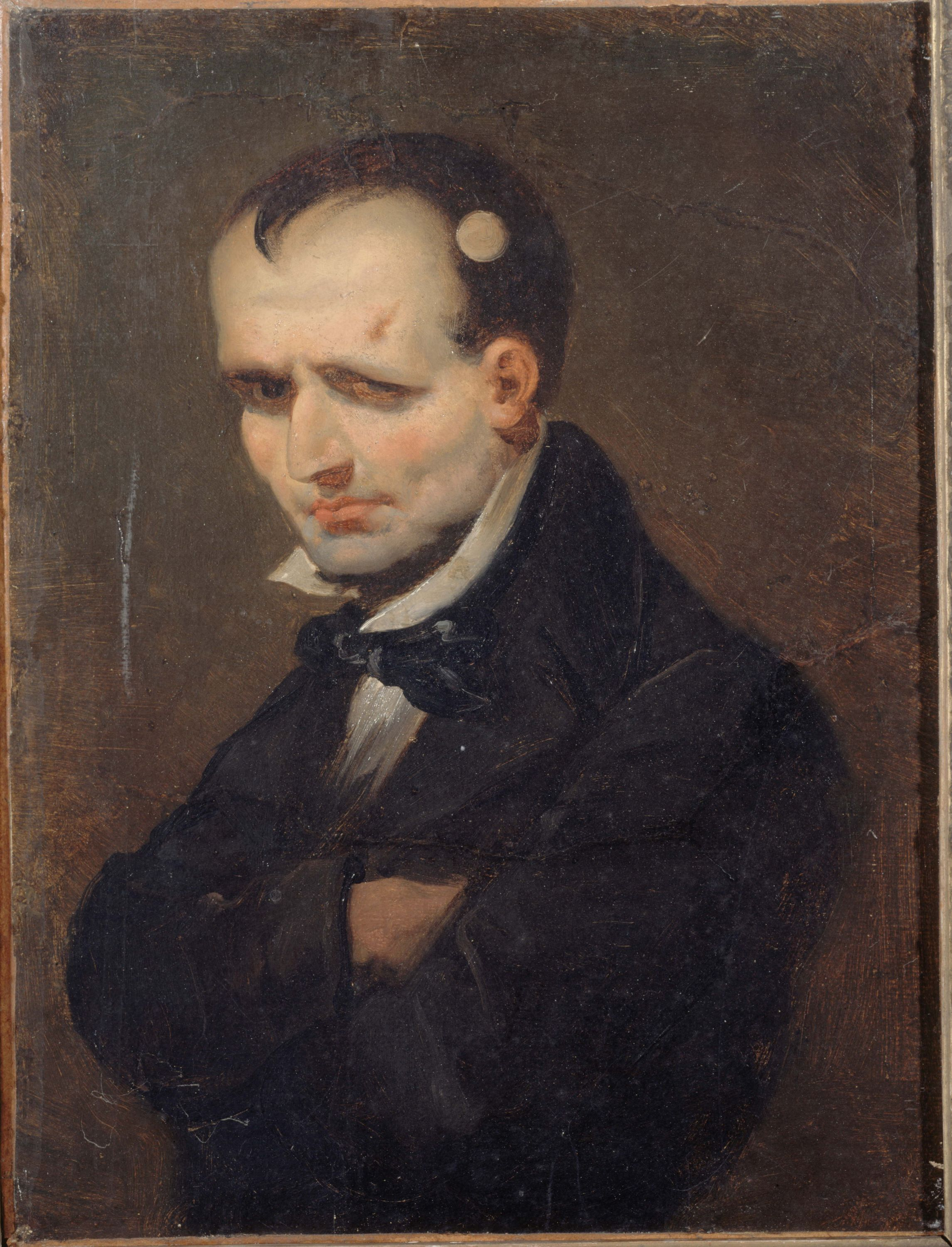
Joseph Fieschi

Joseph Gérard Fieschi oder Joseph Marco Fieschi oder Giuseppe Fieschi oder Giuseppe Marco Fieschi (* 13. Dezember 1790 (?) in Murato auf Korsika; † 19. Februar 1836 in Paris) war ein französischer Attentäter und der Hauptverschwörer des Attentats auf den französischen König Louis-Philippe I. von 1835.

## Leben
In die arme Hirtenfamilie von Ludovico (Louis) Fieschi und seiner Frau Maria Lucia de Pomonto geboren, erlebte Joseph Fieschi eine schwierige, von Familientragödien geprägte Kindheit. 1804 wurde sein Vater unter der Gewalt- und Willkürherrschaft des Generals Joseph Morand verhaftet und zu sechs Jahren Gefängnis verurteilt. Er entzog sich der Strafe durch Flucht und starb 1808 fern der Insel. Ein Jahr später fiel sein älterer Bruder Thomas, der in den kaiserlichen Truppen kämpfte, in der Schlacht bei Wagram.
Joseph Fieschi trat 1806 in die Grande Armée ein. Dies ermöglichte es ihm, Lesen und Schreiben zu lernen. Er machte 1812 in der korsischen Legion Napoleons Feldzug nach Russland mit. In der Schlacht bei Polozk (17./18. August 1812) stellte sich Fieschi nach dem Tod seines Vorgesetzten an die Spitze einer Gruppe von Soldaten und verhinderte so die Flucht einer Kosaken-Truppe.
Zurück in Frankreich, wechselte er bald darauf ins Königreich Neapel in die Dienste Joachim Murats. Erst nach dem Pariser Frieden vom 30. Mai 1814 kehrte er nach Korsika zurück. Als Napoleon die Insel Elba verließ und dessen „Herrschaft der Hundert Tage“ begann, schloss er sich wiederum dem Kaiser an. Nach der Schlacht bei Waterloo (18. Juni 1815) nahm er seinen Abschied und wechselte wieder zu Joachim Murat, der mit einer in Korsika zusammengestellten Flottille aus sechs Schiffen und insgesamt 250 Seeleuten bzw. Soldaten seinen Thron zurückerobern wollte. Der unrealistische Plan scheiterte jedoch. Fieschi wurde Anfang Oktober 1815 zusammen mit Joachim Murat und dessen Truppen im kalabrischen Pizzo gefangen genommen und zum Tod verurteilt, jedoch als französischer Untertan begnadigt.
Nach seiner Rückkehr nach Korsika hatte er wegen mehrerer Diebstähle eine zehnjährige Freiheitsstrafe zu verbüßen und ging beim Ausbruch der Julirevolution von 1830 nach Paris, wo er sich unter dem Vorwand, er sei ein politischer Märtyrer, eine Pension und verschiedene Anstellungen verschaffte. Als dies aufflog, wurde er entlassen und so der äußersten Not preisgegeben.

## Attentat auf Louis-Philippe I.

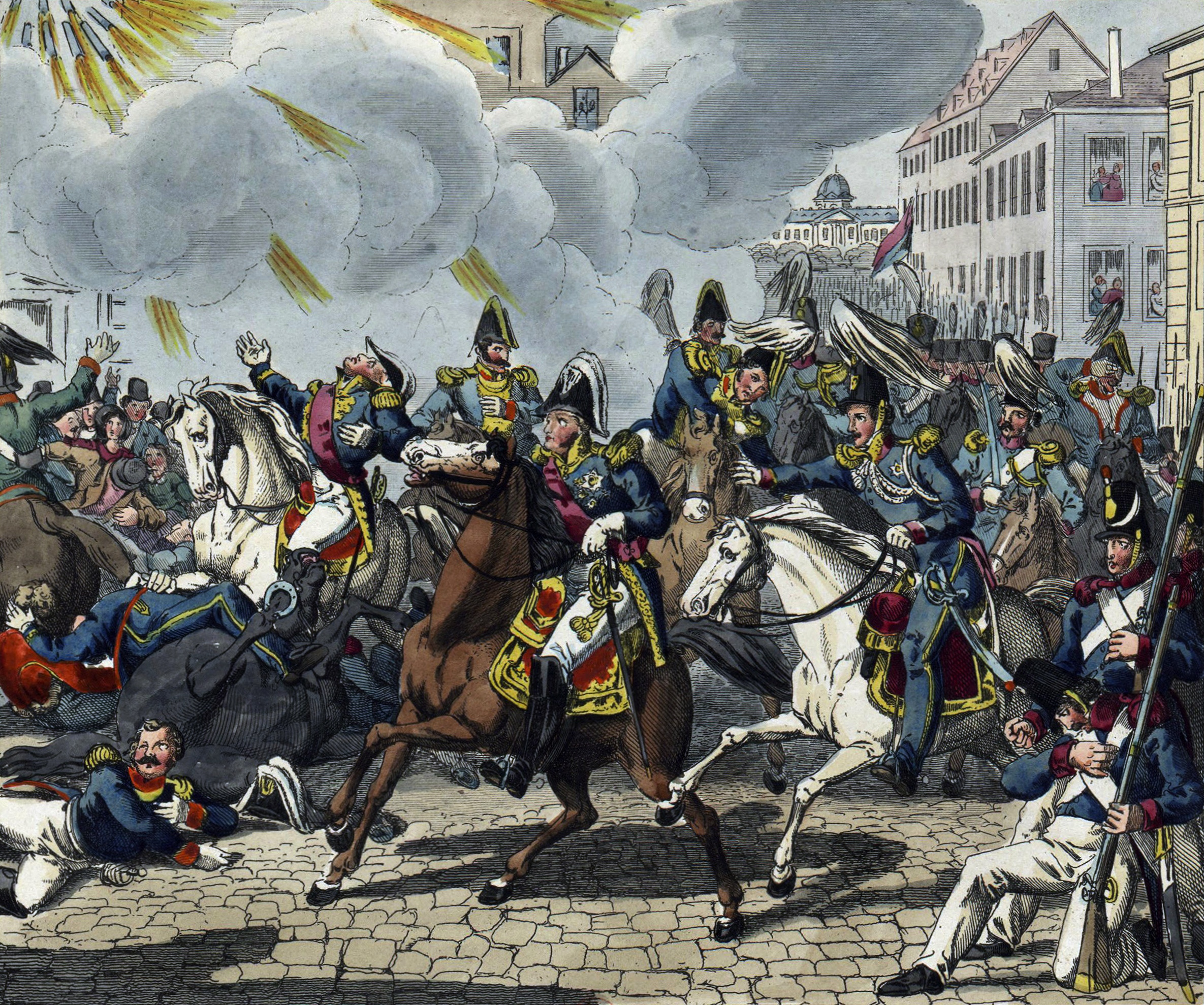
Fieschis Attentat (deutscher Kupferstich)

Fieschis Attentat (Bild von Eugène Lami)

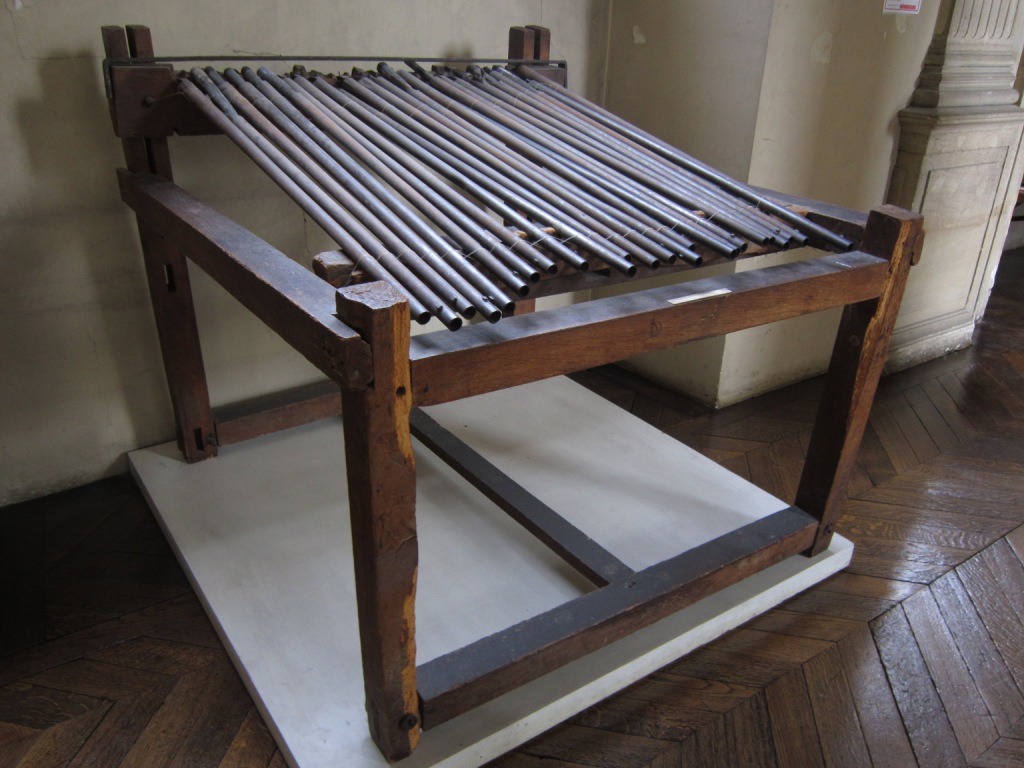
Die Höllenmaschine im Musée d’histoire de France

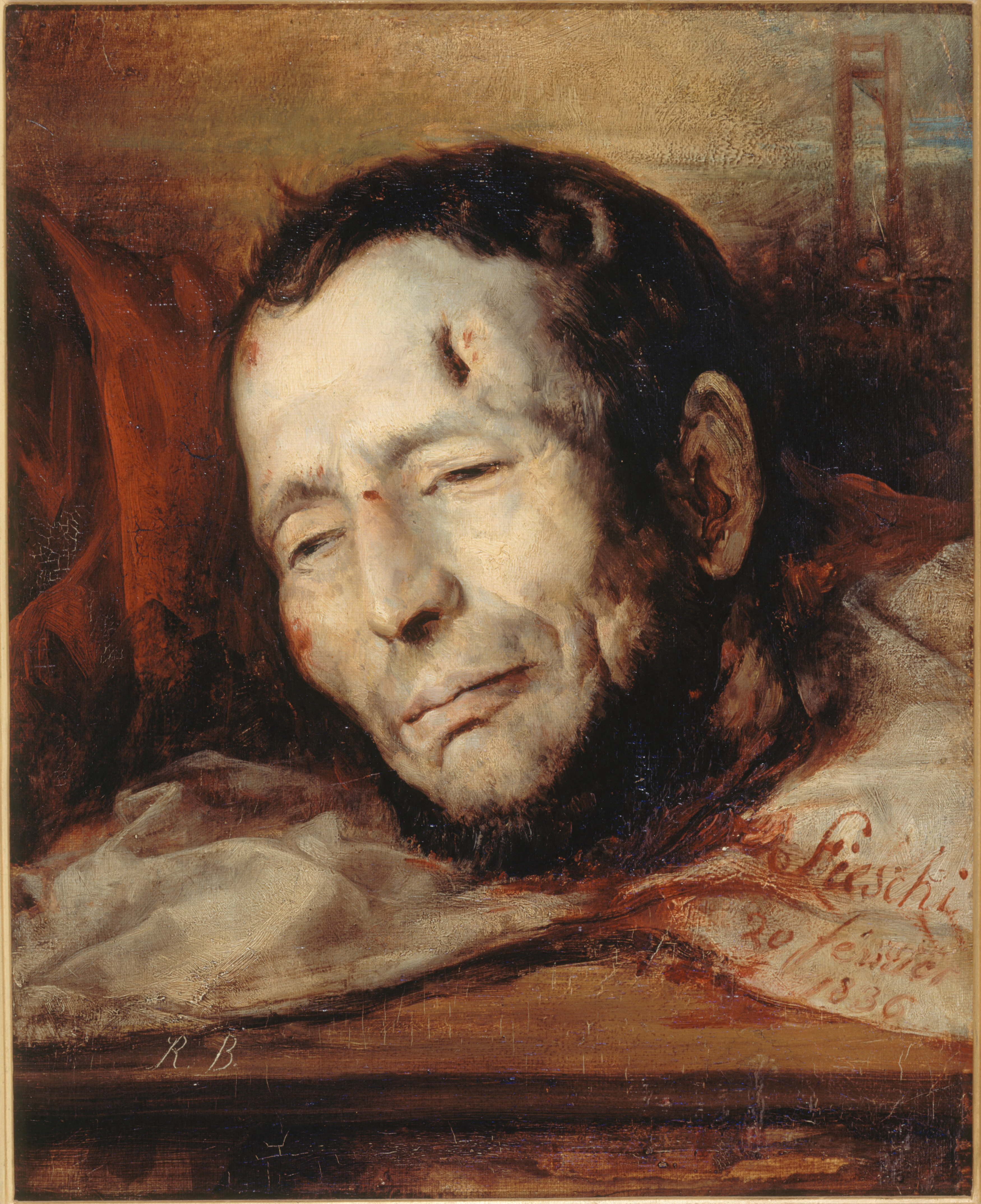
Jacques Raymond Brascassat (1804–1867): „Der Kopf von Giuseppe Fieschi am Tag nach seiner Hinrichtung, dem 20. Februar 1836“

Fieschi, der ohne wirkliche politische Überzeugungen war, fasste den Plan eines Attentats auf den König. Er erdachte sich zu diesem Zweck eine aus 25 Flintenläufen bestehende Höllenmaschine in Form eines improvisierten Salvengeschützes und brachte sie am Jahrestag der Julirevolution (28. Juli 1835) auf dem Boulevard du Temple zur Explosion. Marschall Édouard Adolphe Mortier und weitere zehn Personen aus dem Gefolge des Königs wurden sofort getötet, der König selbst nur leicht verletzt. Sieben Personen erlagen später ihren Verletzungen. Fieschi, der seinerseits durch Rohrkrepierer einzelner Läufe seiner Mordmaschine Verletzungen erlitten hatte, konnte nicht mehr fliehen und wurde sogleich verhaftet. In einem am 30. Januar eröffneten, auch international beachteten Prozess wurde er zum Tode verurteilt und am 19. Februar 1836 mit den Mitverschwörern Théodore Pépin und Pierre Morey auf der Guillotine à la barrière Saint-Jacques im 14. Arrondissement hingerichtet. Sein abgeschlagener Kopf, der Malern wie Jacques Raymond Brascassat als Studienobjekt diente, wurde eingehend von Medizinern untersucht, die entsprechend der damals verbreiteten phrenologischen Lehre nach einschlägigen Hinweisen am Schädel des Attentäters suchten. Mehrere nach der abgenommenen Totenmaske gefertigte Kopfbüsten sind heute noch erhalten.

## Folgen des Attentats
Eine Folge des Attentats waren die sogenannten Septembergesetze. Da der oppositionellen Presse vorgeworfen wurde, das Klima für den Anschlag bereitet zu haben, wurde am 9. September 1835 die Zensur wieder eingeführt, und die Strafen für alle Pressevergehen wurden drastisch erhöht.

## Trivia
Der Vormärz-Dichter Ernst Ortlepp thematisierte Fieschis Anschlag bereits 1835, also noch zu Lebzeiten des Attentäters, in einem psychologisierenden Nachtstück.